# 潇湘馆
潇湘馆，小说《红楼梦》描述的大观园中的一景，位于大观园西路，与怡红院遥遥相对，为林黛玉的住所。“潇湘”之名是引用舜的潇湘二妃娥皇、女英的典故。
- 涩井君也：〈“淇水遗风”与《诗经》中的“卫女思归”———《红楼梦》潇湘馆中有关“竹”的描写 （页面存档备份，存于）〉。